# Carrer d'en Carabassa
El carrer d'en Carabassa va del carrer dels Escudellers fins al carrer Ample (davant de l'església de la Mercè) de Barcelona, i 
rep el nom o el malnom d'un terrissaire que devia tenir l'obrador per aquesta zona (altres fonts donen l'origen del nom a un antic bordell del carrer que tenia com a emblema una carabassa a la porta).

## Ponts elevats

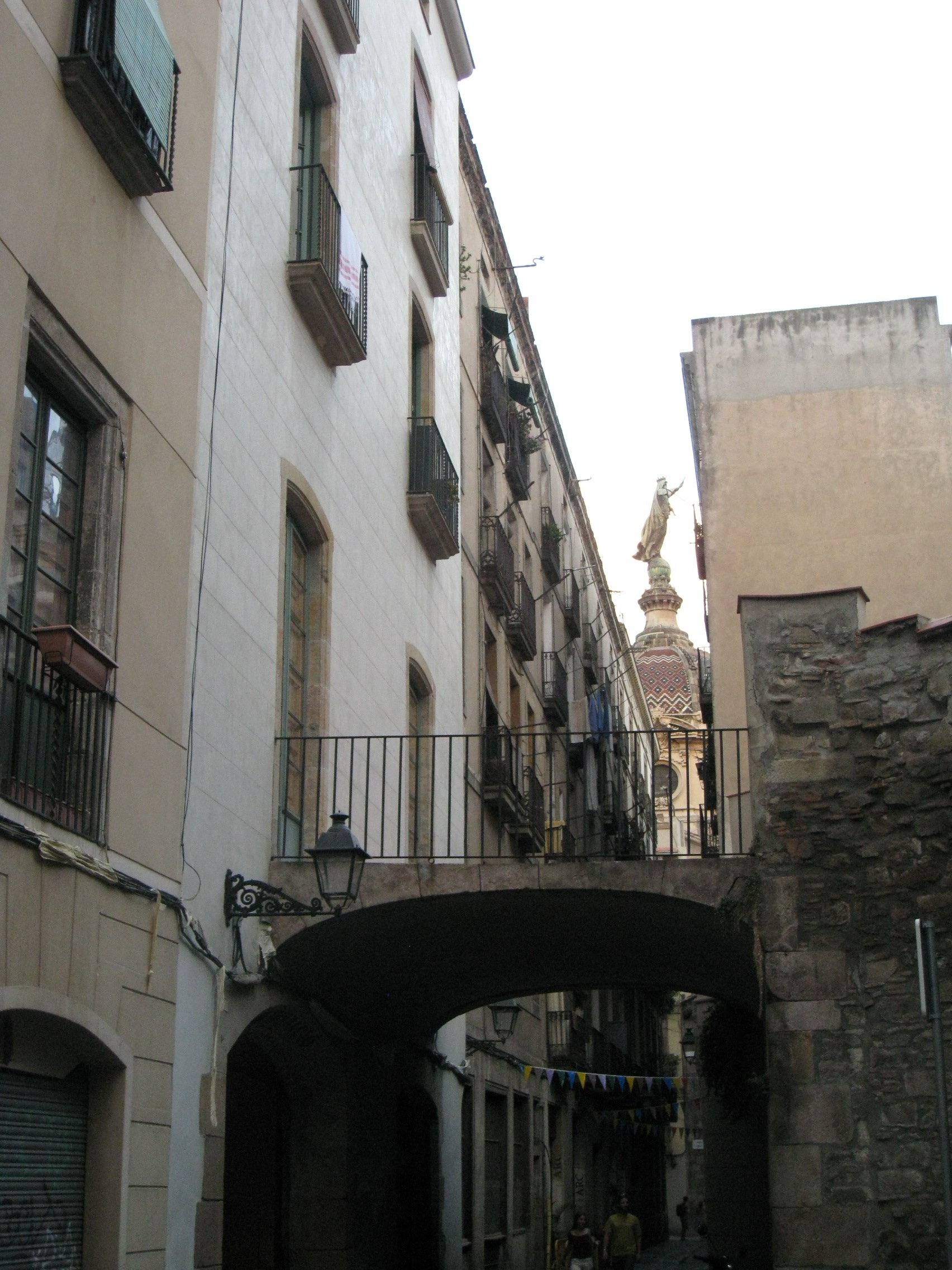
Casa Llaurador (segles) amb façana als carrers d'Avinyó núm. 52 i d'en Carabassa núm. 15.

Des de la cantonada es poden veure els dos ponts que uneixen els antics casalots amb el que eren els seus respectius jardins, amb torre d'aigües inclosa, ara ja molt deteriorats pel pas del temps, però encara donen una visió del que va ésser un espai de la ciutat molt elegant. Al fons, una mica tapada pels arbres dels jardins, una bonica imatge de la cúpula de la Mercè amb la monumental Verge de perfil.

## Curiositats
Aquest carrer ha estat escenari de moltes pel·lícules i l'arquitecte Enric Miralles hi tenia el seu estudi.